# Tompa Sándor (színművész)
Tompa Sándor, Tompa Zoltán Sándor (Kézdivásárhely, 1903. december 22. – Budapest, Józsefváros, 1969. december 18.) magyar színész, becenevén „Pufi”.

## Életút
Tompa Zoltán és Bogdán Róza fiaként született. Tanulmányait a kolozsvári egyetem orvosi karán kezdte, ezzel párhuzamosan Izsó Miklós színiiskolájában tanult. Pályája 1923-ban indult a Kolozsvári Magyar Színházban, ide Janovics Jenő hívta. 1944-ig ott játszott, majd 1945-től 1969-ig, haláláig a budapesti Nemzeti Színháznál. Alkatánál fogva főként humoros karakterszerepeket alakított, de klasszikus és modern darabok főszerepeiben is megcsillogtatta tehetségét. Játékát a drámaiság és a humor egyaránt jellemezte. 1938-tól filmezett. Rendszeresen szerepelt a Magyar Rádióban is, az 1950-es években szinte mindennap hallható volt. Országos elismertséget jelentett számára a „Kincses kalendárium” című vasárnap délutáni műsorban rendszeresen elhangzó kettősük Völcsey Rózsival. Azon kevesek közé tartozott, akik az ötvenes években is aktívan támogatták az FTC-t. Klubszeretete és hűsége példamutató volt. Négy nappal 66. születésnapja előtt halt meg.
Felesége Bartha Mária volt, akit 1941-ben Kolozsvárott vett nőül.

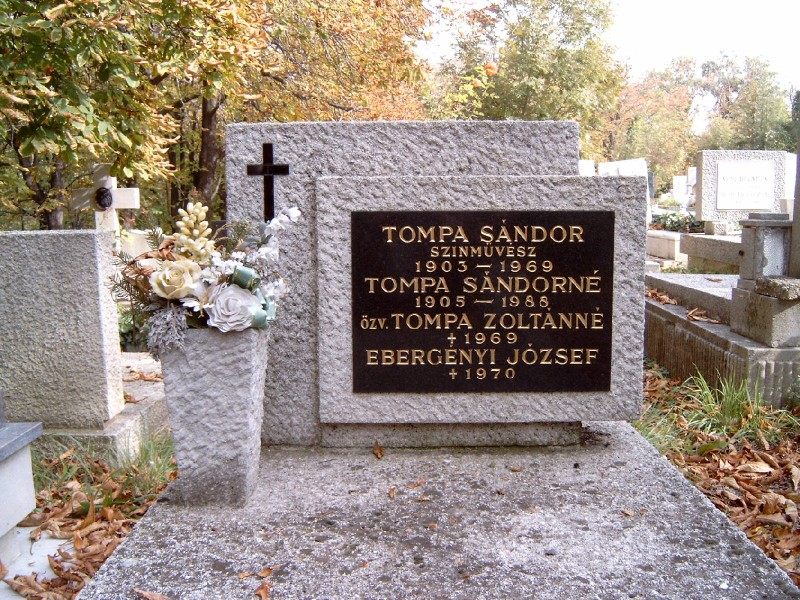
Sírja Budapesten. Farkasréti temető: 20/2-1-275

## Főbb szerepei
A Színházi adattárban regisztrált bemutatóinak száma (1949–): 55.
- Böffen Tóbiás (Shakespeare: Vízkereszt, vagy amit akartok)
- Tóth Mihály (Mikszáth–Benedek A.: A Noszty fiú esete Tóth Marival)
- Sírásó (Shakespeare: Hamlet)
- Bobcsinszkij (Gogol: A revizor)
- Szimeonov-Piscsik (Csehov: Cseresznyéskert)
- Volpone (Jonson)
- Samu bácsi (Tamási Áron: Csalóka szivárvány)
- Bakócz Tamás (Illyés Gyula: Dózsa)

## Filmjei

### Játékfilmek
- Uz Bence (1938)
- Fűszer és csemege (1939)
- Hat hét boldogság (1939)
- Nincsenek véletlenek (1939)
- Férjet keresek (1940)
- Göre Gábor visszatér (1940)
- Semmelweis (1940)
- A nőnek mindig sikerül (1940)
- Párbaj semmiért (1940)
- A gorodi fogoly (1940)
- Ismeretlen ellenfél (1940)
- A beszélő köntös (1941)
- Leányvásár (1941)
- Dankó Pista (1941)
- Édes ellenfél (1941)
- Szűts Mara házassága (1941)
- A hegyek lánya (1942)
- Fráter Loránd (1942)
- Kalotaszegi Madonna (1943)
- Rákóczi nótája (1943)
- Makrancos hölgy (1943)
- Kerek Ferkó (1943)
- Hazugság nélkül (1946)
- Mezei próféta (1947)
- Könnyű múzsa (1947)
- Beszterce ostroma (1948)
- Mágnás Miska (1949)
- Úri muri (1949)
- Szabóné (1949)
- Forró mezők (1949)
- Dalolva szép az élet (1950)
- Különös házasság (1951)
- Felszabadult föld (1951)
- A képzett beteg (1952)
- Első fecskék (1952)
- Tűzkeresztség (1952)
- Civil a pályán (1952)
- Első fecskék (1952)
- Állami Áruház (1953)
- Ifjú szívvel (1953)
- Föltámadott a tenger (1953)
- Kiskrajcár (1953)
- A város alatt (1953)
- Liliomfi (1954)
- Fel a fejjel (1954)
- Rokonok (1954)
- Az eltüsszentett birodalom (1956)
- Gábor diák (1956)
- Dollárpapa (1956)
- A nagyrozsdási eset (1957)
- Csigalépcső (1957)
- Dani (1957)
- Razzia (1958)
- Álmatlan évek (1959)
- Szerelem csütörtök (1959)
- Pár lépés a határ (1959)
- Virrad (1960)
- Hosszú az út hazáig (1960)
- Rangon alul (1960)
- Próbaút (1961)
- Megszállottak (1962) ... Főkönyvelő
- Felmegyek a miniszterhez (1962)
- Pacsirta (1963)
- Bálvány (1963)
- A pénzcsináló (1964)
- Háry János (1965)
- Az orvos halála (1966)
- Aranysárkány (1966)
- Büdösvíz (1966)
- Nem várok holnapig… (1967)
- Az özvegy és a százados (1967)
- Egy szerelem három éjszakája (1967)
- Hazai pálya (1968)
- Bolondos vakáció (1968)
- Alfa Rómeó és Júlia (1968)
- A beszélő köntös (1969)
- Az örökös (1969)

### Tévéfilmek
- Az én kortársaim I. (1964)
- Kristóf, a magánzó (1965) – Vitéz Csukás Pál
- Bliccelők
- Házipatika (1957)

## Magyar Rádió
- Kemény Egon–Ignácz Rózsa–Soós László–Ambrózy Ágoston: „Hatvani diákjai” (1955) Rádiódaljáték 2 részben. Szereplők: Hatvani professzor – Bessenyei Ferenc, Kerekes Máté – Simándy József, női főszerepben: Petress Zsuzsa, további szereplők: Mezey Mária, Fodorító Márton, csizmadia céhmester – Tompa Sándor, Pálóczi Horváth Ádám: Sinkovits Imre, Naszályossy – Zenthe Ferenc, Bende Zsolt, Horváth Tivadar, Kovács Károly, Hadics László, Gózon Gyula, Csákányi László, Dénes György és mások. Zenei rendező: Ruitner Sándor. Rendező: Molnár Mihály és Szécsi Ferenc. A Magyar Rádió (64 tagú) Szimfonikus Zenekarát Lehel György vezényelte, közreműködött a Földényi-kórus 40 tagú férfikara.
- Maxim Gorkij: Mint a gyerekek (1946)
- Tamási Áron: Hullámzó vőlegény (1947)
- Tamási Áron: Vitéz lélek (1947)
- Stanley Hoghton: Szegény megboldogult (1948)
- Lev Tolsztoj: A sötétség hatalma (1950)
- Anatolij Szofronov: Város a sztyeppen (1951)
- Baktai Ferenc: Az üdvösség forrása (1952)
- Hunyady József: A nép tudósa (1953)
- Jean-Paul Sartre: A főbelövendők klubja (1955)
- Mándy Iván: Megdöflek a versem végén! (1955)
- Pathelin mester – Ismeretlen francia szerző bohózata (1957)
- Bozó László: Furfangos Dalila (1959)
- Bojki János: Az ékesen szóló paraszt története (1962)
- Móricz Zsigmond: Rokonok (1962)
- Csop, Karel: Egy ember, akit figyelnek (1964)
- Róna Tibor: Húsz éven felülieknek (1964)
- Arisztophanész: Az akharnaibeliek (1965)
- Dumas, Alexandre: Olifus apó házasságai (1968)

## Diszkográfia
- Kemény Egon – Ignácz Rózsa – Soós László – Ambrózy Ágoston: Hatvani diákjai daljáték, CD dupla-album. Breaston & Lynch Média, 2019.

## Díjai, elismerései
- Érdemes művész (1953)
- Kossuth-díj (1956)